# 3973 Огілві
3973 Огілві (3973 Ogilvie) — астероїд головного поясу, відкритий 30 жовтня 1981 року.
Тіссеранів параметр щодо Юпітера — 3,523.